# Louis Claude Richard
Louis-Claude Marie Richard (Versailles, 4 de outubro de 1754 – 7 de junho de 1821) foi um botânico francês.